# Guy Smet
Pour les articles homonymes, voir Smet.
Guy Smet (né le 4 février 1972 à Beveren-Waas) est un coureur cycliste belge, membre de l'équipe DCR.

## Biographie
Guy Smet totalise plus de 415 succès chez les amateurs et professionnels, dont trois étapes sur le Tour du Faso ainsi que le classement final de l'épreuve, en 2008.
En mai 2014, il reçoit une suspension de deux ans à la suite d'une thérapie à l'ozone, peine finalement réduite.

## Palmarès
- 1997
  - 3e du Grand Prix Nieuwkerken-Waas
- 1999
  - 3e du championnat de Flandre amateurs sur route
- 2000
  - Grand Prix Nieuwkerken-Waas
- 2001
  - 2e du Grand Prix Nieuwkerken-Waas
  - 3e de la Coupe Egide Schoeters
- 2002
  - Grand Prix Nieuwkerken-Waas
- 2003
  - 3e de la Coupe Egide Schoeters
  - 3e du Grand Prix Nieuwkerken-Waas
- 2004
  - 2e du Grand Prix Nieuwkerken-Waas
- 2005
  - Grand Prix Nieuwkerken-Waas
  - 3e de la Coupe Egide Schoeters
- 2007
  - 7e étape du Tour du Faso
- 2008
  - Grand Prix Nieuwkerken-Waas
  - Tour du Faso :
    - Classement général
    - 1re et 10e étapes

  - 2e de la Coupe Egide Schoeters
- 2009
  - Coupe Egide Schoeters
  - 3e de l'UCI Africa Tour
- 2010
  - 2e du Grand Prix Nieuwkerken-Waas
- 2011
  - Coupe Egide Schoeters
  - 6e étape du Tour du Rwanda
  - 3e du Kampioenschap van het Waasland
- 2012
  - 1reb, 3e et 5e étapes du Tour de Madagascar
- 2013
  - Tour de Madagascar :
    - Classement général
    - 1re étape

  - 2e de la Coupe Egide Schoeters
  - 3e du Grand Prix Nieuwkerken-Waas
- 2014
  - 2e du Tour du Togo
- 2015
  - 3e du Tour de Côte d'Ivoire
- 2018
  - 6e étape du Tour du Faso (contre-la-montre par équipes)
- 2019
  - 2e étape du Tour de Madagascar

## Classements mondiaux
| Année           | 2008 | 2009 | 2010 | 2011 | 2012 | 2013 | 2014 | 2015 |
| --------------- | ---- | ---- | ---- | ---- | ---- | ---- | ---- | ---- |
| UCI Africa Tour | 93e  | 3e   |      | 157e | 109e |      |      | 105e |